# Seconda Lega 1936-1937
La Seconda Lega 1936-1937 è stata la 34ª edizione della terza divisione del campionato svizzero di calcio, disputato tra il 30 agosto 1936 e il 27 giugno 1937 e concluso con le vittorie del Concordia Yverdon (Svizzera Occidentale), dell'Old Boys (Svizzera Centrale) e del Bellinzona (Svizzera Orientale).

## Svizzera Occidentale

### Squadre partecipanti
| Club                    | Stagione | Città   | Stadio                     | Stagione 1935-1936                      |
| ----------------------- | -------- | ------- | -------------------------- | --------------------------------------- |
| Club Athletique Ginevra | dettagli | Ginevra | ...                        | 2º posto nel Girone 1 Occidentale       |
| Chênois                 | dettagli | Chenois | Stade des Trois-Chênes     | 6º posto nel Girone 1 Occidentale       |
| Dopolavoro Ginevra      | dettagli | Ginevra | Campo Sportivo de Malagnou | 3º posto nel Girone 1 Occidentale       |
| Esperance Ginevra       | dettagli | Ginevra | ...                        | 7º posto nel Girone 1 Occidentale       |
| Étoile Carouge          | dettagli | Carouge | ...                        | 12º posto nel Girone Ovest (Retrocesso) |
| Joncion                 | dettagli | Ginevra | ...                        | 5º posto nel Girone 1 Occidentale       |
| Servette (II)           | dettagli | Ginevra | Charmilles Stadium         | 4º posto nel Girone 1 Occidentale       |

### Classifica Finale
|  | Pos. | Squadra                 | Pt | G  | V | N | P | GF | GS | DR  |
|  | ---- | ----------------------- | -- | -- | - | - | - | -- | -- | --- |
|  | 1.   | Chênois                 | 17 | 12 | 8 | 1 | 3 | 25 | 12 | +13 |
|  | 2.   | Servette (II)           | 14 | 12 | 6 | 2 | 4 | 35 | 17 | +18 |
|  | 3.   | Étoile Carouge          | 12 | 12 | 5 | 2 | 5 | 24 | 21 | +3  |
|  | 4.   | Club Athletique Ginevra | 12 | 12 | 5 | 2 | 5 | 25 | 25 | +0  |
|  | 5.   | Esperance Ginevra       | 11 | 12 | 5 | 1 | 6 | 18 | 32 | -14 |
|  | 6.   | Dopolavoro Ginevra      | 10 | 12 | 3 | 4 | 5 | 16 | 22 | -6  |
|  | 7.   | Gardy-Jonction          | 8  | 12 | 3 | 2 | 7 | 18 | 32 | -14 |

Legenda:
      Ammessa alle finali regionali.
      Partecipa ai play-off Seconda Lega/Terza Lega.
Regolamento:
Due punti a vittoria, uno a pareggio, zero a sconfitta.
In caso di arrivo di due o più squadre a pari punti in testa o in coda della classifica, si gioca una o più partite di spareggio.

## Tabellone
Ogni riga indica i risultati casalinghi della squadra segnata a inizio della riga, contro le squadre segnate colonna per colonna (che invece avranno giocato l'incontro in trasferta). Al contrario, leggendo la colonna di una squadra si avranno i risultati ottenuti dalla stessa in trasferta, contro le squadre segnate in ogni riga, che invece avranno giocato l'incontro in casa.
|                 | CAT  | CHE  | DOP  | ESP  | !ECA | JON  | SER  |
| --------------- | ---- | ---- | ---- | ---- | ---- | ---- | ---- |
| Club Athletique | –––– | 3-1  | 2-3  | 6-2  | 1-2  | 2-2  | 1-6  |
| Chenois         | 3-1  | –––– | 2-1  | 3-1  | 3-0  | 2-0  | 0-0  |
| Dopolavoro      | 1-1  | 3-0  | –––– | 1-2  | 0-0  | 1-2  | 1-5  |
| Esperance       | 0-2  | 0-3  | 1-1  | –––– | 3-2  | 2-1  | 4-3  |
| Etoile Carouge  | 1-2  | 3-2  | 4-0  | 7-0  | –––– | 1-0  | 0-3  |
| Jonction        | 4-2  | 0-5  | 1-1  | 1-2  | 5-2  | –––– | 2-5  |
| Servette (II)   | 1-2  | 0-1  | 2-3  | 2-1  | 2-2  | 7-0  | –––– |

### Calendario
| andata (1ª) | andata (1ª)           | 1ª giornata                | ritorno (8ª) | ritorno (8ª) |
|             |                       |                            |              |              |
| 30 ago.     | 2-3                   | Club Athletique-Dopolavoro | 1-1          | 22 nov.      |
| 30 ago.     | 7-0                   | Etoile Carouge-Esperance   | 2-3          | 15 nov.      |
| 30 ago.     | 0-5                   | Jonction-Chenois           | 0-2          | 15 nov.      |
| 30 ago.     | Riposa: Servette (II) |                            |              | 15 nov.      |

| andata (2ª) | andata (2ª)           | 2ª giornata               | ritorno (9ª) | ritorno (9ª) |  |
|             |                       |                           |              |              |  |
| 13 set.     | 2-1                   | Chenois-Dopolavoro        | 0-3          | 8 nov.       |  |
| 13 set.     | 7-0                   | Servette (II)-Jonction    | 5-2          | 8 nov.       |  |
| 11 apr.     | 6-2                   | Club Athletique-Esperance | 2-0          | 8 nov.       |  |
| 11 apr.     | Riposa:Etoile Carouge |                           |              | 8 nov.       |  |

| andata (1ª) | andata (1ª)           | 1ª giornata                | ritorno (8ª) | ritorno (8ª) |
|             |                       |                            |              |              |
| 30 ago.     | 2-3                   | Club Athletique-Dopolavoro | 1-1          | 22 nov.      |
| 30 ago.     | 7-0                   | Etoile Carouge-Esperance   | 2-3          | 15 nov.      |
| 30 ago.     | 0-5                   | Jonction-Chenois           | 0-2          | 15 nov.      |
| 30 ago.     | Riposa: Servette (II) |                            |              | 15 nov.      |

| andata (2ª) | andata (2ª)           | 2ª giornata               | ritorno (9ª) | ritorno (9ª) |  |
|             |                       |                           |              |              |  |
| 13 set.     | 2-1                   | Chenois-Dopolavoro        | 0-3          | 8 nov.       |  |
| 13 set.     | 7-0                   | Servette (II)-Jonction    | 5-2          | 8 nov.       |  |
| 11 apr.     | 6-2                   | Club Athletique-Esperance | 2-0          | 8 nov.       |  |
| 11 apr.     | Riposa:Etoile Carouge |                           |              | 8 nov.       |  |

| andata (3ª) | andata (3ª)    | 3ª giornata                    | ritorno (10ª) | ritorno (10ª) |
|             |                |                                |               |               |
| 27 set.     | 1-2            | Club Athletique-Etoile Carouge | 2-1           | 20 dic.       |
| 27 set.     | 1-2            | Jonction-Esperance             | 1-2           | 29 nov.       |
| 27 set.     | 2-3            | Servette (II)-Dopolavoro       | 5-1           | 13 dic.       |
| 27 set.     | Riposa:Chenois |                                |               |               |

| andata (4ª) | andata (4ª)     | 4ª giornata               | ritorno (11ª) | ritorno (11ª) |
|             |                 |                           |               |               |
| 11 ott.     | 3-1             | Chenois-Club Athletique   | 1-3           | 29 nov.       |
| 11 ott.     | 0-0             | Dopolavoro-Etoile Carouge | 0-4           | 29 nov.       |
| 25 ott.     | 0-1             | Esperance-Servette (II)   | 1-2           | 4 apr.        |
| 25 ott.     | Riposa:Jonction |                           |               | 4 apr.        |

| andata (3ª) | andata (3ª)    | 3ª giornata                    | ritorno (10ª) | ritorno (10ª) |
|             |                |                                |               |               |
| 27 set.     | 1-2            | Club Athletique-Etoile Carouge | 2-1           | 20 dic.       |
| 27 set.     | 1-2            | Jonction-Esperance             | 1-2           | 29 nov.       |
| 27 set.     | 2-3            | Servette (II)-Dopolavoro       | 5-1           | 13 dic.       |
| 27 set.     | Riposa:Chenois |                                |               |               |

| andata (4ª) | andata (4ª)     | 4ª giornata               | ritorno (11ª) | ritorno (11ª) |
|             |                 |                           |               |               |
| 11 ott.     | 3-1             | Chenois-Club Athletique   | 1-3           | 29 nov.       |
| 11 ott.     | 0-0             | Dopolavoro-Etoile Carouge | 0-4           | 29 nov.       |
| 25 ott.     | 0-1             | Esperance-Servette (II)   | 1-2           | 4 apr.        |
| 25 ott.     | Riposa:Jonction |                           |               | 4 apr.        |

| andata (5ª) | andata (5ª)            | 5ª giornata             | ritorno (12ª) | ritorno (12ª) |
|             |                        |                         |               |               |
| 18 ott.     | 1-2                    | Dopolavoro-Esperance    | 1-1           | 20 dic.       |
| 18 ott.     | 1-0                    | Etoile Carouge-Jonction | 2-5           | 21 feb.       |
| 18 ott.     | 0-1                    | Servette (II)-Chenois   | 0-0           | 20 dic.       |
| 18 ott.     | Riposa:Club Athletique |                         |               | 20 dic.       |

| andata (6ª) | andata (6ª)      | 6ª giornata                   | ritorno (13ª) | ritorno (13ª) |
|             |                  |                               |               |               |
| 15 nov.     | 1-5              | Club Athletique-Servette (II) | 2-1           | 18 apr.       |
| 13 dic.     | 3-2              | Etoile Carouge-Chenois        | 0-3           | 21 mar.       |
| 18 apr.     | 1-2              | Dopolavoro-Jonction           | 1-1           | ? dic.        |
| 18 apr.     | Riposa:Esperance |                               |               | ? dic.        |

| andata (5ª) | andata (5ª)            | 5ª giornata             | ritorno (12ª) | ritorno (12ª) |
|             |                        |                         |               |               |
| 18 ott.     | 1-2                    | Dopolavoro-Esperance    | 1-1           | 20 dic.       |
| 18 ott.     | 1-0                    | Etoile Carouge-Jonction | 2-5           | 21 feb.       |
| 18 ott.     | 0-1                    | Servette (II)-Chenois   | 0-0           | 20 dic.       |
| 18 ott.     | Riposa:Club Athletique |                         |               | 20 dic.       |

| andata (6ª) | andata (6ª)      | 6ª giornata                   | ritorno (13ª) | ritorno (13ª) |
|             |                  |                               |               |               |
| 15 nov.     | 1-5              | Club Athletique-Servette (II) | 2-1           | 18 apr.       |
| 13 dic.     | 3-2              | Etoile Carouge-Chenois        | 0-3           | 21 mar.       |
| 18 apr.     | 1-2              | Dopolavoro-Jonction           | 1-1           | ? dic.        |
| 18 apr.     | Riposa:Esperance |                               |               | ? dic.        |

| \| andata (7ª) \| andata (7ª) \| 7ª giornata \| ritorno (14ª) \| ritorno (14ª) \| \| \| \| \| \| \| \| 22 nov. \| 3-1 \| Chenois-Esperance \| 3-0 \| 21 feb. \| \| 22 nov. \| 2-2 \| Servette (II)-Etoile Carouge \| 3-0 \| 14 mar. \| \| 25 ott. \| 4-2 \| Jonction-Club Athletique \| 2-2 \| 13 dic. \| \| 25 ott. \| Riposa:Dopolavoro \| \| \| 13 dic. \| |                   |                              |               |               |
| andata (7ª) | andata (7ª)       | 7ª giornata                  | ritorno (14ª) | ritorno (14ª) |
| |                   |                              |               |               |
| 22 nov. | 3-1               | Chenois-Esperance            | 3-0           | 21 feb.       |
| 22 nov. | 2-2               | Servette (II)-Etoile Carouge | 3-0           | 14 mar.       |
| 25 ott. | 4-2               | Jonction-Club Athletique     | 2-2           | 13 dic.       |
| 25 ott. | Riposa:Dopolavoro |                              |               | 13 dic.       |

| andata (7ª) | andata (7ª)       | 7ª giornata                  | ritorno (14ª) | ritorno (14ª) |
|             |                   |                              |               |               |
| 22 nov.     | 3-1               | Chenois-Esperance            | 3-0           | 21 feb.       |
| 22 nov.     | 2-2               | Servette (II)-Etoile Carouge | 3-0           | 14 mar.       |
| 25 ott.     | 4-2               | Jonction-Club Athletique     | 2-2           | 13 dic.       |
| 25 ott.     | Riposa:Dopolavoro |                              |               | 13 dic.       |

### Squadre partecipanti
| Club             | Stagione | Città            | Stadio                       | Stagione 1935-1936                      |
| ---------------- | -------- | ---------------- | ---------------------------- | --------------------------------------- |
| Forward Morges   | dettagli | Morges           | ...                          | (neopromosso)                           |
| La Tour-de-Peilz | dettagli | La Tour-de-Peilz | ...                          | 2º posto nel Girone 2 Occidentale       |
| Losanna (II)     | dettagli | Losanna          | Parc de Sport de la Pontaise | (Neopromossa)                           |
| Racing Losanna   | dettagli | Losanna          | Parc de Sport de la Pontaise | 11º posto nel Girone Ovest (retrocesso) |
| Sierre           | dettagli | Sierre           | ...                          | 4º posto nel Girone 2 Occidentale       |
| Sion             | dettagli | Sion             | ...                          | 3º posto nel Girone 2 Occidentale       |
| Stade Lausanne   | dettagli | Losanna          | Parc de Sport de la Pontaise | 7º posto nel Girone 2 Occidentale       |
| Stade Nyonnais   | dettagli | Nyon             | ...                          | 6º posto nel Girone 1 Occidentale       |
| Vevey (II)       | dettagli | Vevey            | ...                          | 5º posto nel Girone 2 Occidentale       |

#### Classifica Finale
|  | Pos. | Squadra          | Pt | G  | V  | N | P | GF | GS | DR  |
|  | ---- | ---------------- | -- | -- | -- | - | - | -- | -- | --- |
|  | 1.   | Forward          | 20 | 16 | 9  | 2 | 5 | 38 | 22 | +16 |
|  | 2.   | La Tour-de-Peilz | 20 | 16 | 10 | 0 | 6 | 45 | 33 | +12 |
|  | 3.   | Sierre           | 19 | 16 | 8  | 3 | 5 | 43 | 29 | +14 |
|  | 4.   | Losanna (II)     | 16 | 16 | 6  | 4 | 6 | 26 | 23 | +3  |
|  | 5.   | Stade Lausanne   | 16 | 16 | 6  | 4 | 6 | 35 | 39 | -4  |
|  | 6.   | Racing Losanna   | 16 | 16 | 7  | 2 | 7 | 31 | 39 | -8  |
|  | 7.   | Vevey (II)       | 13 | 16 | 6  | 1 | 9 | 38 | 43 | -5  |
|  | 8.   | Sion             | 13 | 16 | 4  | 5 | 7 | 29 | 45 | -16 |
|  | 9.   | Stade Nyonnais   | 11 | 16 | 4  | 3 | 9 | 27 | 39 | -12 |

Legenda:
      Ammessa alle finali regionali.
      Partecipa ai play-off Seconda Lega/Terza Lega.
Regolamento:
Due punti a vittoria, uno a pareggio, zero a sconfitta.
In caso di arrivo di due o più squadre a pari punti in testa o in coda della classifica, si gioca una o più partite di spareggio.

#### Spareggio per il primo posto del girone
Partecipano le due squadre terminate al primo posto a pari punti.
|         | Risultati |                  | Luogo e data           |
| ------- | --------- | ---------------- | ---------------------- |
| Forward | 2-1       | La Tour-de-Peilz | Losanna, 2 maggio 1937 |
|         |           |                  |                        |

## Tabellone
Ogni riga indica i risultati casalinghi della squadra segnata a inizio della riga, contro le squadre segnate colonna per colonna (che invece avranno giocato l'incontro in trasferta). Al contrario, leggendo la colonna di una squadra si avranno i risultati ottenuti dalla stessa in trasferta, contro le squadre segnate in ogni riga, che invece avranno giocato l'incontro in casa.
|                  | FOR  | LTP  | LOS  | RAC  | SIE  | SIO  | SOLO | SNY  | VEV  |
| ---------------- | ---- | ---- | ---- | ---- | ---- | ---- | ---- | ---- | ---- |
| Forward          | –––– | 1-0  | 1-1  | 4-0  | 0-1  | 5-0  | 2-3  | 3-1  | 1-2  |
| La Tour-de-Peilz | 0-4  | –––– | 4-0  | 8-1  | 1-8  | 5-1  | 5-3  | 1-2  | 4-1  |
| Losanna (II)     | 1-3  | 4-2  | –––– | 0-1  | 0-0  | 3-3  | 0-2  | 1-0  | 4-0  |
| Racing           | 1-2  | 1-3  | 0-2  | –––– | 3-2  | 3-3  | 1-0  | 4-3  | 2-4  |
| Sierre           | 5-2  | 2-1  | 5-6  | 3-1  | –––– | 1-1  | 2-1  | 6-1  | 3-2  |
| Sion             | 2-5  | 0-1  | 1-0  | 1-1  | 4-1  | –––– | 4-1  | 6-1  | 0-5  |
| Stade Losanna    | 2-2  | 2-4  | 2-1  | 1-4  | 3-2  | 3-3  | –––– | 3-3  | 3-1  |
| Stade Nyonnais   | 1-4  | 0-1  | 2-2  | 0-2  | 2-1  | 5-1  | 2-2  | –––– | 4-1  |
| Vevey (II)       | 3-2  | 3-5  | 0-2  | 3-6  | 1-1  | 5-0  | 4-5  | 5-0  | –––– |

### Squadre partecipanti
| Club                    | Stagione | Città     | Stadio | Stagione 1935-1936                |
| ----------------------- | -------- | --------- | ------ | --------------------------------- |
| Cantonal Neuchâtel (II) | dettagli | Neuchâtel | ...    | (neopromossa)                     |
| Central Friburgo        | dettagli | Friburgo  | ...    | 4º posto nel Girone 3 Occidentale |
| Fleurier                | dettagli | Fleurier  | ...    | 1º posto nel Girone 3 Occidentale |
| Gloria-Sports Le Locle  | dettagli | Le Locle  | ...    | 2º posto nel Girone 3 Occidentale |
| Richemond               | dettagli | Friburgo  | ...    | 6º posto nel Girone 3 Occidentale |
| Sylva-Sports Le Locle   | dettagli | Le Locle  | ...    | 3º posto nel Girone 3 Occidentale |
| Xamax Neuchâtel         | dettagli | Neuchâtel | ...    | 5º posto nel Girone 3 Occidentale |

#### Classifica Finale
|  | Pos. | Squadra                 | Pt | G  | V | N | P | GF | GS | DR  |
|  | ---- | ----------------------- | -- | -- | - | - | - | -- | -- | --- |
|  | 1.   | Central Friburgo        | 18 | 12 | 8 | 2 | 2 | 42 | 13 | +29 |
|  | 2.   | Gloria-Sports Le Locle  | 18 | 12 | 8 | 2 | 2 | 31 | 20 | +11 |
|  | 3.   | Fleurier                | 14 | 12 | 6 | 2 | 4 | 34 | 24 | +10 |
|  | 4.   | Cantonal Neuchâtel (II) | 12 | 12 | 5 | 2 | 5 | 23 | 24 | -1  |
|  | 5.   | Xamax Neuchâtel         | 10 | 12 | 4 | 2 | 6 | 22 | 22 | +0  |
|  | 6.   | Richemond               | 7  | 12 | 3 | 1 | 8 | 18 | 32 | -14 |
|  | 7.   | Sylva-Sports Le Locle   | 5  | 12 | 2 | 1 | 9 | 13 | 48 | -35 |

Legenda:
      Ammessa alle finali regionali.
      Partecipa ai play-off Seconda Lega/Terza Lega.
Regolamento:
Due punti a vittoria, uno a pareggio, zero a sconfitta.
In caso di arrivo di due o più squadre a pari punti in testa o in coda della classifica, si gioca una o più partite di spareggio.

#### Spareggio per il primo posto del girone
Partecipano le due squadre terminate al primo posto a pari punti.
|                  | Risultati |                        | Luogo e data           |
| ---------------- | --------- | ---------------------- | ---------------------- |
| Central Friburgo | 3-1       | Gloria-Sports Le Locle | Losanna, 2 maggio 1937 |
|                  |           |                        |                        |

## Tabellone
Ogni riga indica i risultati casalinghi della squadra segnata a inizio della riga, contro le squadre segnate colonna per colonna (che invece avranno giocato l'incontro in trasferta). Al contrario, leggendo la colonna di una squadra si avranno i risultati ottenuti dalla stessa in trasferta, contro le squadre segnate in ogni riga, che invece avranno giocato l'incontro in casa.
|               | CAN  | CEN  | FLE  | GLO  | RIC  | SYL  | XAM  |
| ------------- | ---- | ---- | ---- | ---- | ---- | ---- | ---- |
| Cantonal (II) | –––– | 3-2  | 2-3  | 1-0  | 6-1  | 4-0  | 2-0  |
| Central       | 5-0  | –––– | 3-1  | 2-2  | 7-0  | 10-1 | 3-0  |
| Fleurier      | 5-1  | 1-1  | –––– | 2-0  | 3-1  | 4-1  | 3-2  |
| Gloria-Sports | 7-0  | 3-2  | 4-4  | –––– | 2-1  | 4-0  | 4-2  |
| Richemond     | 1-1  | 1-2  | 3-2  | 0-1  | –––– | 4-1  | 1-0  |
| Sylva-Sports  | 0-3  | 0-3  | 2-5  | 2-5  | 2-3  | –––– | 3-3  |
| Xamax         | 0-0  | 1-2  | 4-1  | 3-1  | 5-1  | 0-1  | –––– |

### Calendario
| andata (1ª) | andata (1ª)      | 1ª giornata             | ritorno (8ª) | ritorno (8ª) |
|             |                  |                         |              |              |
| 30 ago.     | 3-2              | Gloria-Central          | 2-2          | 22 nov.      |
| 30 ago.     | 1-1              | Richemond-Cantonal (II) | 1-6          | 15 nov.      |
| 30 ago.     | 0-1              | Xamax-Sylva             | 3-3          | 15 nov.      |
| 30 ago.     | Riposa: Fleurier |                         |              | 15 nov.      |

| andata (2ª) | andata (2ª)              | 2ª giornata         | ritorno (9ª) | ritorno (9ª) |
|             |                          |                     |              |              |
| 13 set.     | 4-0                      | Cantonal (II)-Sylva | 3-0          | 22 nov.      |
| 20 dic.     | 3-1                      | Xamax-Gloria        | 2-4          | 25 apr.      |
| 22 nov.     | 3-2                      | Richemond-Fleurier  | 1-3          | 11 apr.      |
| 22 nov.     | Riposa: Central Friborgo |                     |              | 11 apr.      |

| andata (1ª) | andata (1ª)      | 1ª giornata             | ritorno (8ª) | ritorno (8ª) |
|             |                  |                         |              |              |
| 30 ago.     | 3-2              | Gloria-Central          | 2-2          | 22 nov.      |
| 30 ago.     | 1-1              | Richemond-Cantonal (II) | 1-6          | 15 nov.      |
| 30 ago.     | 0-1              | Xamax-Sylva             | 3-3          | 15 nov.      |
| 30 ago.     | Riposa: Fleurier |                         |              | 15 nov.      |

| andata (2ª) | andata (2ª)              | 2ª giornata         | ritorno (9ª) | ritorno (9ª) |
|             |                          |                     |              |              |
| 13 set.     | 4-0                      | Cantonal (II)-Sylva | 3-0          | 22 nov.      |
| 20 dic.     | 3-1                      | Xamax-Gloria        | 2-4          | 25 apr.      |
| 22 nov.     | 3-2                      | Richemond-Fleurier  | 1-3          | 11 apr.      |
| 22 nov.     | Riposa: Central Friborgo |                     |              | 11 apr.      |

| andata (3ª) | andata (3ª)   | 3ª giornata            | ritorno (10ª) | ritorno (10ª) |
|             |               |                        |               |               |
| 27 set.     | 5-1           | Fleurier-Cantonal (II) | 3-2           | 29 nov.       |
| 27 set.     | 2-5           | Sylva-Gloria           | 0-4           | 29 nov.       |
| 27 dic.     | 1-2           | Richemond-Central      | 0-7           | 21 mar.       |
| 27 dic.     | Riposa: Xamax |                        |               | 21 mar.       |

| andata (4ª) | andata (4ª)          | 4ª giornata           | ritorno (11ª) | ritorno (11ª) |
|             |                      |                       |               |               |
| 11 ott.     | 2-1                  | Gloria-Richemond      | 1-0           | 18 apr.       |
| 11 ott.     | 3-2                  | Cantonal (II)-Central | 0-5           | 13 dic.       |
| 11 ott.     | 4-1                  | Xamax-Fleurier        | 2-3           | 14 mar.       |
| 11 ott.     | Riposa: Sylva Sports |                       |               |               |

| andata (3ª) | andata (3ª)   | 3ª giornata            | ritorno (10ª) | ritorno (10ª) |
|             |               |                        |               |               |
| 27 set.     | 5-1           | Fleurier-Cantonal (II) | 3-2           | 29 nov.       |
| 27 set.     | 2-5           | Sylva-Gloria           | 0-4           | 29 nov.       |
| 27 dic.     | 1-2           | Richemond-Central      | 0-7           | 21 mar.       |
| 27 dic.     | Riposa: Xamax |                        |               | 21 mar.       |

| andata (4ª) | andata (4ª)          | 4ª giornata           | ritorno (11ª) | ritorno (11ª) |
|             |                      |                       |               |               |
| 11 ott.     | 2-1                  | Gloria-Richemond      | 1-0           | 18 apr.       |
| 11 ott.     | 3-2                  | Cantonal (II)-Central | 0-5           | 13 dic.       |
| 11 ott.     | 4-1                  | Xamax-Fleurier        | 2-3           | 14 mar.       |
| 11 ott.     | Riposa: Sylva Sports |                       |               |               |

| andata (5ª) | andata (5ª)                     | 5ª giornata     | ritorno (12ª) | ritorno (12ª) |
|             |                                 |                 |               |               |
| 18 ott.     | 2-0                             | Fleurier-Gloria | 4-4           | 4 apr.        |
| 18 ott.     | 1-2                             | Richemond-Xamax | 1-5           | 4 apr.        |
| 18 ott.     | 0-3                             | Sylva-Central   | 1-10          | 14 feb.       |
| 18 ott.     | Riposa: Cantonal Neuchatel (II) |                 |               | 14 feb.       |

| andata (6ª) | andata (6ª)           | 6ª giornata         | ritorno (13ª) | ritorno (13ª) |
|             |                       |                     |               |               |
| 25 ott.     | 1-1                   | Fleurier-Central    | 1-3           | 7 mar.        |
| 25 ott.     | 2-3                   | Sylva-Richemond     | 1-4           | 14 mar.       |
| 25 ott.     | 0-0                   | Xamax-Cantonal (II) | 0-2           | 21 feb.       |
| 25 ott.     | Riposa: Gloria Sports |                     |               | 21 feb.       |

| andata (5ª) | andata (5ª)                     | 5ª giornata     | ritorno (12ª) | ritorno (12ª) |
|             |                                 |                 |               |               |
| 18 ott.     | 2-0                             | Fleurier-Gloria | 4-4           | 4 apr.        |
| 18 ott.     | 1-2                             | Richemond-Xamax | 1-5           | 4 apr.        |
| 18 ott.     | 0-3                             | Sylva-Central   | 1-10          | 14 feb.       |
| 18 ott.     | Riposa: Cantonal Neuchatel (II) |                 |               | 14 feb.       |

| andata (6ª) | andata (6ª)           | 6ª giornata         | ritorno (13ª) | ritorno (13ª) |
|             |                       |                     |               |               |
| 25 ott.     | 1-1                   | Fleurier-Central    | 1-3           | 7 mar.        |
| 25 ott.     | 2-3                   | Sylva-Richemond     | 1-4           | 14 mar.       |
| 25 ott.     | 0-0                   | Xamax-Cantonal (II) | 0-2           | 21 feb.       |
| 25 ott.     | Riposa: Gloria Sports |                     |               | 21 feb.       |

| \| andata (7ª) \| andata (7ª) \| 7ª giornata \| ritorno (14ª) \| ritorno (14ª) \| \| \| \| \| \| \| \| 8 nov. \| 3-0 \| Central-Xamax \| 2-1 \| 29 nov. \| \| 8 nov. \| 7-0 \| Gloria-Cantonal (II) \| 0-1 \| 11 apr. \| \| 8 nov. \| 2-5 \| Sylva-Fleurier \| 1-4 \| 20 dic. \| \| 8 nov. \| Riposa: Richemond \| \| \| 20 dic. \| |                   |                      |               |               |
| andata (7ª) | andata (7ª)       | 7ª giornata          | ritorno (14ª) | ritorno (14ª) |
| |                   |                      |               |               |
| 8 nov. | 3-0               | Central-Xamax        | 2-1           | 29 nov.       |
| 8 nov. | 7-0               | Gloria-Cantonal (II) | 0-1           | 11 apr.       |
| 8 nov. | 2-5               | Sylva-Fleurier       | 1-4           | 20 dic.       |
| 8 nov. | Riposa: Richemond |                      |               | 20 dic.       |

| andata (7ª) | andata (7ª)       | 7ª giornata          | ritorno (14ª) | ritorno (14ª) |
|             |                   |                      |               |               |
| 8 nov.      | 3-0               | Central-Xamax        | 2-1           | 29 nov.       |
| 8 nov.      | 7-0               | Gloria-Cantonal (II) | 0-1           | 11 apr.       |
| 8 nov.      | 2-5               | Sylva-Fleurier       | 1-4           | 20 dic.       |
| 8 nov.      | Riposa: Richemond |                      |               | 20 dic.       |

### Spareggio zona Occidentale
Partecipano le tre squadre vincenti i rispettivi gironi regionali per stabilire la squadra promossa in Prima Lega e campionessa regionale.
|         | Risultati |                  | Luogo e data            |
| ------- | --------- | ---------------- | ----------------------- |
| Forward | 1 - 0     | Central Friburgo | Morges, 9 maggio 1937   |
| Chênois | 1 - 2     | Central Friburgo | Ginevra, 16 maggio 1937 |
| Chênois | 1 - 2     | Forward          | Ginevra, 30 maggio 1937 |
|         |           |                  |                         |

### Spareggio salvezza
Partecipano le ultime classificate nei rispettivi gironi occidentali. La squadra perdente retrocederà direttamente in Terza Lega. (Si sono giocati due soli incontri in quanto il terzo incontro ininfluente per stabilire la squadra retrocessa).
|                       | Risultati |                | Luogo e data        |
| --------------------- | --------- | -------------- | ------------------- |
| Stade Nyonnais        | 0 - 2     | Gardy-Jonction | Nyon, 9 maggio 1937 |
| Sylva-Sports Le Locle | 2 - 1     | Stade Nyonnais |                     |
|                       |           |                |                     |

## Svizzera Centrale

### Squadre partecipanti
| Club            | Stagione | Città       | Stadio | Stagione 1935-1936              |
| --------------- | -------- | ----------- | ------ | ------------------------------- |
| Berna (II)      | dettagli | Berna       | ...    | 3º posto nel Girone 1 Centrale  |
| Bienne (II)     | dettagli | Bienne      | ...    | 7º posto nel Girone 1 Centrale  |
| Bienne-Boujean  | dettagli | Bienne      | ...    | 5º posto nel Girone 1 Centrale  |
| Derendingen     | dettagli | Derendingen | ...    | (neopromossa)                   |
| Grenchen        | dettagli | Grenchen    | ...    | 8º posto nel Girone 1 Centrale  |
| Helvetia        | dettagli | Berna       | ...    | 6º posto nel Girone 1 Centrale  |
| Madretsch       | dettagli | Madretsch   | ...    | 9º posto nel Girone 1 Centrale  |
| Nidau           | dettagli | Nidau       | ...    | 1º posto nel Girone 1 Centrale  |
| Thun            | dettagli | Thun        | ...    | 10º posto nel Girone 1 Centrale |
| Victoria Berna  | dettagli | Berna       | ...    | 2º posto nel Girone 1 Centrale  |
| Young Boys (II) | dettagli | Berna       | ...    | 4º posto nel Girone 1 Centrale  |

#### Classifica Finale
|  | Pos. | Squadra         | Pt | G  | V  | N | P  | GF | GS | DR  |
|  | ---- | --------------- | -- | -- | -- | - | -- | -- | -- | --- |
|  | 1.   | Young Boys (II) | 30 | 20 | 15 | 0 | 5  | 44 | 24 | +20 |
|  | 2.   | Derendingen     | 30 | 20 | 14 | 2 | 4  | 64 | 31 | +14 |
|  | 3.   | Nidau           | 24 | 19 | 11 | 2 | 6  | 44 | 32 | +12 |
|  | 4.   | Helvetia        | 20 | 18 | 8  | 4 | 6  | 36 | 30 | +6  |
|  | 5.   | Bienne-Boujean  | 20 | 19 | 9  | 2 | 8  | 43 | 33 | +10 |
|  | 6.   | Berna (II)      | 21 | 20 | 9  | 3 | 8  | 39 | 36 | +3  |
|  | 7.   | Bienne (II)     | 15 | 18 | 7  | 1 | 10 | 40 | 48 | -8  |
|  | 8.   | Grenchen (II)   | 14 | 18 | 7  | 0 | 11 | 36 | 48 | -12 |
|  | 9.   | Victoria Berna  | 14 | 17 | 6  | 2 | 9  | 34 | 34 | 0   |
|  | 10.  | Madretsch       | 13 | 20 | 5  | 3 | 12 | 46 | 79 | -33 |
|  | 11.  | Thun            | 7  | 19 | 2  | 3 | 14 | 20 | 51 | -31 |

Legenda:
      Ammessa alle finali regionali.
      Partecipa ai play-off Seconda Lega/Terza Lega.
Regolamento:
Due punti a vittoria, uno a pareggio, zero a sconfitta.
In caso di arrivo di due o più squadre a pari punti in testa o in coda della classifica, si gioca una o più partite di spareggio.

#### Spareggio per il primo posto del girone
Partecipano le due squadre terminate al primo posto a pari punti.
|                 | Risultati |             | Luogo e data            |
| --------------- | --------- | ----------- | ----------------------- |
| Young Boys (II) | 2-1       | Derendingen | Soletta, 30 maggio 1937 |
|                 |           |             |                         |

## Tabellone
Ogni riga indica i risultati casalinghi della squadra segnata a inizio della riga, contro le squadre segnate colonna per colonna (che invece avranno giocato l'incontro in trasferta). Al contrario, leggendo la colonna di una squadra si avranno i risultati ottenuti dalla stessa in trasferta, contro le squadre segnate in ogni riga, che invece avranno giocato l'incontro in casa.
|                 | BER  | BIE  | BBO  | DER  | GRE  | HEL  | MAD  | NID  | THU  | VIC  | YBO    |
| --------------- | ---- | ---- | ---- | ---- | ---- | ---- | ---- | ---- | ---- | ---- | ------ |
| Berna (II)      | –––– | 5-1  | 4-3  | 2-2  | 6-1  | 2-2  | 4-2  | 1-0  | 5-0  | 1-0  | 0-2    |
| Bienne (II)     | 2-1  | –––– | 1-2  | 1-4  | 7-1  | 3-1  | 6-1  | -    | 3-1  | 1-1  | 3-1    |
| Bienne-Boujean  | 0-0  | 3-0  | –––– | 2-4  | 5-1  | 3-1  | 4-3  | 0-3  | 5-3  | -    | 1-0    |
| Derendingen     | -    | 2-1  | 3-2  | –––– | 2-4  | 5-2  | 6-1  | 1-1  | 2-0  | 4-2  | 0-1    |
| Grenchen (II)   | 2-0  | 1-2  | 2-1  | 0-2  | –––– | -    | 8-2  | 6-2  | 3-0  | 1-2  | 1-2    |
| Helvetia        | 1-0  | -    | 1-1  | 4-0  | 2-1  | –––– | 5-0  | 0-1  | 3-2  | 1-1  | 1-0    |
| Madretsch       | 6-2  | 5-4  | 0-5  | 2-6  | 6-0  | 3-1  | –––– | 2-5  | 3-3  | 2-6  | 1-4    |
| Nidau           | 3-1  | 3-2  | 1-0  | 1-2  | 4-1  | 5-3  | 3-3  | –––– | 0-1  | 4-2  | 1-2    |
| Thun            | 0-1  | 1-3  | 0-4  | 1-5  | 0-3  | 1-1  | 1-1  | 2-3  | –––– | 1-2  | 3-1    |
| Victoria        | 0-2  | 6-0  | 5-2  | 0-4  | -    | 2-3  | 1-2  | 2-2  | -    | –––– | 1-3    |
| Young Boys (II) | 2-1  | 6-2  | 2-0  | 3-2  | 3-0  | 2-0  | 5-2  | 0-4  | 3-0  | 3-0  | ––––\| |

### Calendario
| andata (1ª) | andata (1ª)         | 1ª giornata               | ritorno (12ª) | ritorno (12ª) |
|             |                     |                           |               |               |
| 13 set.     | 3-1                 | Bienne (II)-Thun          | 3-1           | 10 gen.       |
| 13 set.     | 0-0                 | Bienne-Boujean-Berna (II) | 3-4           | 23 mag.       |
| 13 set.     | 5-0                 | Helvetia-Madretsch        | 1-3           | 27 dic.       |
| 13 set.     | 0-4                 | Young Boys (II)-Nidau     | 2-1           | 23 mag.       |
| 29 nov.     | 1-2                 | Grenchen (II)-Victoria    | -             | 14 gen.       |
| 29 nov.     | Riposa: Derendingen |                           |               | 14 gen.       |

| andata (2ª) | andata (2ª)           | 2ª giornata                 | ritorno (13ª) | ritorno (13ª) |
|             |                       |                             |               |               |
| 6 set.      | 6-2                   | Young Boys (II)-Bienne (II) | 2-3           | 21 feb.       |
| 27 set.     | 2-5                   | Madretsch-Nidau             | 3-3           | 20 dic.       |
| 27 set.     | 0-4                   | Thun-Bienne-Boujean         | 3-5           | 20 dic.       |
| 27 set.     | 2-3                   | Victoria-Helvetia           | 1-1           | 20 dic.       |
| 27 set.     | -                     | Derendingen-Berna (II)      | 2-2           | 20 dic.       |
| 27 set.     | Riposa: Grenchen (II) |                             |               | 20 dic.       |

| andata (1ª) | andata (1ª)         | 1ª giornata               | ritorno (12ª) | ritorno (12ª) |
|             |                     |                           |               |               |
| 13 set.     | 3-1                 | Bienne (II)-Thun          | 3-1           | 10 gen.       |
| 13 set.     | 0-0                 | Bienne-Boujean-Berna (II) | 3-4           | 23 mag.       |
| 13 set.     | 5-0                 | Helvetia-Madretsch        | 1-3           | 27 dic.       |
| 13 set.     | 0-4                 | Young Boys (II)-Nidau     | 2-1           | 23 mag.       |
| 29 nov.     | 1-2                 | Grenchen (II)-Victoria    | -             | 14 gen.       |
| 29 nov.     | Riposa: Derendingen |                           |               | 14 gen.       |

| andata (2ª) | andata (2ª)           | 2ª giornata                 | ritorno (13ª) | ritorno (13ª) |
|             |                       |                             |               |               |
| 6 set.      | 6-2                   | Young Boys (II)-Bienne (II) | 2-3           | 21 feb.       |
| 27 set.     | 2-5                   | Madretsch-Nidau             | 3-3           | 20 dic.       |
| 27 set.     | 0-4                   | Thun-Bienne-Boujean         | 3-5           | 20 dic.       |
| 27 set.     | 2-3                   | Victoria-Helvetia           | 1-1           | 20 dic.       |
| 27 set.     | -                     | Derendingen-Berna (II)      | 2-2           | 20 dic.       |
| 27 set.     | Riposa: Grenchen (II) |                             |               | 20 dic.       |

| andata (3ª) | andata (3ª)            | 3ª giornata                | ritorno (14ª) | ritorno (14ª) |
|             |                        |                            |               |               |
| 4 ott.      | 0-2                    | Berna (II)-Young Boys (II) | 1-2           | 27 dic.       |
| 4 ott.      | 6-1                    | Bienne (II)-Madretsch      | 4-5           | 25 apr.       |
| 4 ott.      | 2-4                    | Bienne-Boujean-Derendingen | 2-3           | 27 dic.       |
| 4 ott.      | 1-4                    | Grenchen (II)-Nidau        | 6-2           | 27 dic.       |
| 4 ott.      | 1-2                    | Thun-Victoria              | -             |               |
| 4 ott.      | Riposa: Helvetia Berna |                            |               |               |

| andata (4ª) | andata (4ª)             | 4ª giornata             | ritorno (15ª) | ritorno (15ª) |
|             |                         |                         |               |               |
| 11 ott.     | 2-1                     | Derendingen-Bienne (II) | 4-1           | 14 mar.       |
| 11 ott.     | 2-1                     | Helvetia-Grenchen (II)  | -             |               |
| 11 ott.     | 6-2                     | Madretsch-Berna (II)    | 2-4           | 14 mar.       |
| 11 ott.     | 0-1                     | Nidau-Thun              | 3-2           | 14 mar.       |
| 11 ott.     | 5-2                     | Victoria-Bienne-Boujean | -             |               |
| 11 ott.     | Riposa: Young Boys (II) |                         |               |               |

| andata (3ª) | andata (3ª)            | 3ª giornata                | ritorno (14ª) | ritorno (14ª) |
|             |                        |                            |               |               |
| 4 ott.      | 0-2                    | Berna (II)-Young Boys (II) | 1-2           | 27 dic.       |
| 4 ott.      | 6-1                    | Bienne (II)-Madretsch      | 4-5           | 25 apr.       |
| 4 ott.      | 2-4                    | Bienne-Boujean-Derendingen | 2-3           | 27 dic.       |
| 4 ott.      | 1-4                    | Grenchen (II)-Nidau        | 6-2           | 27 dic.       |
| 4 ott.      | 1-2                    | Thun-Victoria              | -             |               |
| 4 ott.      | Riposa: Helvetia Berna |                            |               |               |

| andata (4ª) | andata (4ª)             | 4ª giornata             | ritorno (15ª) | ritorno (15ª) |
|             |                         |                         |               |               |
| 11 ott.     | 2-1                     | Derendingen-Bienne (II) | 4-1           | 14 mar.       |
| 11 ott.     | 2-1                     | Helvetia-Grenchen (II)  | -             |               |
| 11 ott.     | 6-2                     | Madretsch-Berna (II)    | 2-4           | 14 mar.       |
| 11 ott.     | 0-1                     | Nidau-Thun              | 3-2           | 14 mar.       |
| 11 ott.     | 5-2                     | Victoria-Bienne-Boujean | -             |               |
| 11 ott.     | Riposa: Young Boys (II) |                         |               |               |

| andata (5ª) | andata (5ª)            | 5ª giornata               | ritorno (16ª) | ritorno (16ª) |
|             |                        |                           |               |               |
| 20 set.     | 2-1                    | Grenchen (II)-Bienne (II) | 1-7           | 15 nov.       |
| 20 set.     | 2-6                    | Madretsch-Derendingen     | 1-6           | 11 apr.       |
| 20 set.     | 3-0                    | Young Boys (II)-Thun      | 1-3           | 4 ap          |
| 29 nov.     | 1-0                    | Berna (II)-Nidau          | 1-3           | 25 apr.       |
| 29 nov.     | 1-1                    | Helvetia-Bienne-Boujean   | 1-3           | 9 mag.        |
| 29 nov.     | Riposa: Victoria Berna |                           |               | 9 mag.        |

| andata (6ª) | andata (6ª)   | 6ª giornata                  | ritorno (17ª) | ritorno (17ª) |
|             |               |                              |               |               |
| 25 ott.     | 0-1           | Derendingen-Young Boys       | 2-3           | 2 mag.        |
| 25 ott.     | 1-1           | Thun-Madretsch               | 3-3           | 21 feb.       |
| 25 ott.     | 0-2           | Victoria-Berna (II)          | 0-1           | 9 mag.        |
| 25 ott.     | -             | Helvetia-Bienne (II)         | 1-3           | 9 mag.        |
| 18 ott.     | 2-1           | Grenchen (II)-Bienne-Boujean | 1-5           | 25 apr.       |
| 18 ott.     | Riposa: Nidau |                              |               | 25 apr.       |

| andata (5ª) | andata (5ª)            | 5ª giornata               | ritorno (16ª) | ritorno (16ª) |
|             |                        |                           |               |               |
| 20 set.     | 2-1                    | Grenchen (II)-Bienne (II) | 1-7           | 15 nov.       |
| 20 set.     | 2-6                    | Madretsch-Derendingen     | 1-6           | 11 apr.       |
| 20 set.     | 3-0                    | Young Boys (II)-Thun      | 1-3           | 4 ap          |
| 29 nov.     | 1-0                    | Berna (II)-Nidau          | 1-3           | 25 apr.       |
| 29 nov.     | 1-1                    | Helvetia-Bienne-Boujean   | 1-3           | 9 mag.        |
| 29 nov.     | Riposa: Victoria Berna |                           |               | 9 mag.        |

| andata (6ª) | andata (6ª)   | 6ª giornata                  | ritorno (17ª) | ritorno (17ª) |
|             |               |                              |               |               |
| 25 ott.     | 0-1           | Derendingen-Young Boys       | 2-3           | 2 mag.        |
| 25 ott.     | 1-1           | Thun-Madretsch               | 3-3           | 21 feb.       |
| 25 ott.     | 0-2           | Victoria-Berna (II)          | 0-1           | 9 mag.        |
| 25 ott.     | -             | Helvetia-Bienne (II)         | 1-3           | 9 mag.        |
| 18 ott.     | 2-1           | Grenchen (II)-Bienne-Boujean | 1-5           | 25 apr.       |
| 18 ott.     | Riposa: Nidau |                              |               | 25 apr.       |

| andata (7ª) | andata (7ª)        | 7ª giornata                | ritorno (18ª) | ritorno (18ª) |
|             |                    |                            |               |               |
| 1 nov.      | 3-0                | Bienne-Boujean-Bienne (II) | 2-1           | 18 apr.       |
| 1 nov.      | 2-0                | Derendingen-Thun           | 5-1           | 28 feb.       |
| 1 nov.      | 8-2                | Grenchen (II)-Madretsch    | 0-6           | 18 apr.       |
| 1 nov.      | 0-2                | Helvetia-Young Boys        | 1-0           | 7 mar.        |
| 1 nov.      | 2-2                | Nidau-Victoria             | 4-2           | 2 mag.        |
| 1 nov.      | Riposa: Berna (II) |                            |               |               |

| andata (8ª) | andata (8ª)            | 8ª giornata               | ritorno (19ª) | ritorno (19ª) |
|             |                        |                           |               |               |
| 8 nov.      | 5-1                    | Berna (II)-Bienne (II)    | 1-2           | 28 feb.       |
| 8 nov.      | 4-2                    | Derendingen-Victoria      | 4-0           | 18 apr.       |
| 8 nov.      | 5-3                    | Nidau-Helvetia            | 1-0           | 21 feb.       |
| 8 nov.      | 0-3                    | Thun-Grenchen (II)        | 0-3           | 9 mag.        |
| 29 nov.     | 1-4                    | Madretsch-Young Boys (II) | 2-5           | 9 mag.        |
| 29 nov.     | Riposa: Bienne-Boujean |                           |               | 9 mag.        |

| andata (7ª) | andata (7ª)        | 7ª giornata                | ritorno (18ª) | ritorno (18ª) |
|             |                    |                            |               |               |
| 1 nov.      | 3-0                | Bienne-Boujean-Bienne (II) | 2-1           | 18 apr.       |
| 1 nov.      | 2-0                | Derendingen-Thun           | 5-1           | 28 feb.       |
| 1 nov.      | 8-2                | Grenchen (II)-Madretsch    | 0-6           | 18 apr.       |
| 1 nov.      | 0-2                | Helvetia-Young Boys        | 1-0           | 7 mar.        |
| 1 nov.      | 2-2                | Nidau-Victoria             | 4-2           | 2 mag.        |
| 1 nov.      | Riposa: Berna (II) |                            |               |               |

| andata (8ª) | andata (8ª)            | 8ª giornata               | ritorno (19ª) | ritorno (19ª) |
|             |                        |                           |               |               |
| 8 nov.      | 5-1                    | Berna (II)-Bienne (II)    | 1-2           | 28 feb.       |
| 8 nov.      | 4-2                    | Derendingen-Victoria      | 4-0           | 18 apr.       |
| 8 nov.      | 5-3                    | Nidau-Helvetia            | 1-0           | 21 feb.       |
| 8 nov.      | 0-3                    | Thun-Grenchen (II)        | 0-3           | 9 mag.        |
| 29 nov.     | 1-4                    | Madretsch-Young Boys (II) | 2-5           | 9 mag.        |
| 29 nov.     | Riposa: Bienne-Boujean |                           |               | 9 mag.        |

| andata (9ª) | andata (9ª)       | 9ª giornata                   | ritorno (20ª) | ritorno (20ª) |
|             |                   |                               |               |               |
| 27 set.     | 3-0               | Young Boys (II)-Grenchen (II) | 2-1           | 20 dic.       |
| 15 nov.     | 5-0               | Berna (II)-Thun               | 1-0           | 4 apr.        |
| 15 nov.     | 5-2               | Derendingen-Helvetia          | 0-4           | 4 apr.        |
| 13 dic.     | 1-1               | Bienne (II)-Victoria          | 0-6           | 4 apr.        |
| 6 set.      | 1-0               | Nidau-Bienne-Boujean          | 3-0           | 4 apr.        |
| 6 set.      | Riposa: Madretsch |                               |               | 4 apr.        |

| andata (10ª) | andata (10ª) | 10ª giornata                   | ritorno (21ª) | ritorno (21ª) |
|              |              |                                |               |               |
| 22 nov.      | 1-0          | Bienne-Boujean-Young Boys (II) | 0-2           | 4 apr.        |
| 22 nov.      | 0-2          | Grenchen (II)-Derendingen      | 4-2           | 7 mar.        |
| 22 nov.      | 1-0          | Helvetia-Berna (II)            | 2-2           | 2 mag.        |
| 22 nov.      | 3-2          | Nidau-Bienne (II)              | -             |               |
| 22 nov.      | 1-2          | Victoria-Madrdtsch             | 6-2           | 28 feb.       |
| 22 nov.      | Riposa: Thun |                                |               | 28 feb.       |

| andata (9ª) | andata (9ª)       | 9ª giornata                   | ritorno (20ª) | ritorno (20ª) |
|             |                   |                               |               |               |
| 27 set.     | 3-0               | Young Boys (II)-Grenchen (II) | 2-1           | 20 dic.       |
| 15 nov.     | 5-0               | Berna (II)-Thun               | 1-0           | 4 apr.        |
| 15 nov.     | 5-2               | Derendingen-Helvetia          | 0-4           | 4 apr.        |
| 13 dic.     | 1-1               | Bienne (II)-Victoria          | 0-6           | 4 apr.        |
| 6 set.      | 1-0               | Nidau-Bienne-Boujean          | 3-0           | 4 apr.        |
| 6 set.      | Riposa: Madretsch |                               |               | 4 apr.        |

| andata (10ª) | andata (10ª) | 10ª giornata                   | ritorno (21ª) | ritorno (21ª) |
|              |              |                                |               |               |
| 22 nov.      | 1-0          | Bienne-Boujean-Young Boys (II) | 0-2           | 4 apr.        |
| 22 nov.      | 0-2          | Grenchen (II)-Derendingen      | 4-2           | 7 mar.        |
| 22 nov.      | 1-0          | Helvetia-Berna (II)            | 2-2           | 2 mag.        |
| 22 nov.      | 3-2          | Nidau-Bienne (II)              | -             |               |
| 22 nov.      | 1-2          | Victoria-Madrdtsch             | 6-2           | 28 feb.       |
| 22 nov.      | Riposa: Thun |                                |               | 28 feb.       |

| \| andata (11ª) \| andata (11ª) \| 11ª giornata \| ritorno (22ª) \| ritorno (22ª) \| \| \| \| \| \| \| \| 15 nov. \| 3-0 \| Young Boys-Victoria \| 3-1 \| 25 apr. \| \| 10 gen. \| 0-5 \| Madretsch- Bienne-Boujean \| 3-4 \| 21 mar. \| \| 6 set. \| 1-1 \| Thun-Helvetia \| 2-3 \| 18 apr. \| \| 6 set. \| 6-1 \| Berna (II)-Grenchen (II) \| 0-2 \| 4 apr. \| \| 13 dic. \| 1-2 \| Nidau-Derendingen \| 1-1 \| 9 mag. \| \| 13 dic. \| Riposa: Bienne (II) \| \| \| 9 mag. \| |                     |                           |               |               |
| andata (11ª) | andata (11ª)        | 11ª giornata              | ritorno (22ª) | ritorno (22ª) |
| |                     |                           |               |               |
| 15 nov. | 3-0                 | Young Boys-Victoria       | 3-1           | 25 apr.       |
| 10 gen. | 0-5                 | Madretsch- Bienne-Boujean | 3-4           | 21 mar.       |
| 6 set. | 1-1                 | Thun-Helvetia             | 2-3           | 18 apr.       |
| 6 set. | 6-1                 | Berna (II)-Grenchen (II)  | 0-2           | 4 apr.        |
| 13 dic. | 1-2                 | Nidau-Derendingen         | 1-1           | 9 mag.        |
| 13 dic. | Riposa: Bienne (II) |                           |               | 9 mag.        |

| andata (11ª) | andata (11ª)        | 11ª giornata              | ritorno (22ª) | ritorno (22ª) |
|              |                     |                           |               |               |
| 15 nov.      | 3-0                 | Young Boys-Victoria       | 3-1           | 25 apr.       |
| 10 gen.      | 0-5                 | Madretsch- Bienne-Boujean | 3-4           | 21 mar.       |
| 6 set.       | 1-1                 | Thun-Helvetia             | 2-3           | 18 apr.       |
| 6 set.       | 6-1                 | Berna (II)-Grenchen (II)  | 0-2           | 4 apr.        |
| 13 dic.      | 1-2                 | Nidau-Derendingen         | 1-1           | 9 mag.        |
| 13 dic.      | Riposa: Bienne (II) |                           |               | 9 mag.        |

### Girone 2

#### Squadre partecipanti
| Club                   | Stagione | Città      | Stadio | Stagione 1935-1936              |
| ---------------------- | -------- | ---------- | ------ | ------------------------------- |
| Allschwil              | dettagli | Allschwil  | ...    | 10º posto nel Girone 2 Centrale |
| Basilea (II)           | dettagli | Basilea    | ...    | 1º posto nel Girone 2 Centrale  |
| Birsfelden             | dettagli | Birsfelden | ...    | 3º posto nel Girone 2 Centrale  |
| Black Stars Basilea    | dettagli | Basilea    | ...    | 7º posto nel Girone 2 Centrale  |
| Concordia Basilea (II) | dettagli | Basilea    | ...    | 9º posto nel Girone 2 Centrale  |
| Delémont               | dettagli | Delémont   | ...    | 8º posto nel Girone 2 Centrale  |
| Liestal                | dettagli | Liestal    | ...    | 4º posto nel Girone 2 Centrale  |
| Moutier                | dettagli | Moutier    | ...    | (Neopromossa)                   |
| Nordstern (II)         | dettagli | Basilea    | ...    | 5º posto nel Girone 2 Centrale  |
| Old Boys Basilea       | dettagli | Basilea    | ...    | 2º posto nel Girone 2 Centrale  |
| Zofingen               | dettagli | Zofingen   | ...    | 6º posto nel Girone 2 Centrale  |

#### Classifica Finale
|  | Pos. | Squadra                | Pt | G  | V  | N | P  | GF | GS | DR  |
|  | ---- | ---------------------- | -- | -- | -- | - | -- | -- | -- | --- |
|  | 1.   | Birsfelden             | 25 | 17 | 11 | 3 | 3  | 48 | 17 | +31 |
|  | 2.   | Basilea (II)           | 23 | 17 | 10 | 3 | 4  | 43 | 30 | +13 |
|  | 3.   | Moutier                | 21 | 16 | 10 | 1 | 5  | 46 | 31 | +15 |
|  | 4.   | Zofingen               | 21 | 17 | 8  | 5 | 4  | 50 | 33 | +17 |
|  | 5.   | Nordstern (II)         | 19 | 16 | 9  | 1 | 6  | 34 | 26 | +8  |
|  | 6.   | Old Boys Basilea       | 18 | 19 | 8  | 2 | 9  | 38 | 39 | -1  |
|  | 7.   | Liestal                | 16 | 17 | 6  | 4 | 7  | 33 | 34 | -1  |
|  | 8.   | Black Stars Basilea    | 13 | 18 | 6  | 1 | 11 | 32 | 38 | -6  |
|  | 9.   | Allschwil              | 12 | 17 | 5  | 2 | 10 | 21 | 31 | -10 |
|  | 10.  | Delémont               | 10 | 17 | 3  | 4 | 10 | 33 | 55 | -22 |
|  | 11.  | Concordia Basilea (II) | 10 | 17 | 4  | 2 | 11 | 14 | 58 | -44 |

Legenda:
      Ammessa alle finali regionali.
      Partecipa ai play-off Seconda Lega/Terza Lega.
Regolamento:
Due punti a vittoria, uno a pareggio, zero a sconfitta.
In caso di arrivo di due o più squadre a pari punti in testa o in coda della classifica, si gioca una o più partite di spareggio.

## Tabellone
Ogni riga indica i risultati casalinghi della squadra segnata a inizio della riga, contro le squadre segnate colonna per colonna (che invece avranno giocato l'incontro in trasferta). Al contrario, leggendo la colonna di una squadra si avranno i risultati ottenuti dalla stessa in trasferta, contro le squadre segnate in ogni riga, che invece avranno giocato l'incontro in casa.
|                | ALL  | BAS  | BIR  | BLS  | CON  | DEL  | LIE  | MOU  | NOR  | OLB  | ZOF  |
| -------------- | ---- | ---- | ---- | ---- | ---- | ---- | ---- | ---- | ---- | ---- | ---- |
| Allschwil      | –––– | 0-0  | 3-4  | 3-1  | 0-1  | -    | 1-1  | 2-4  | -    | 1-2  | -    |
| Basilea (II)   | 1-0  | –––– | 3-1  | 2-3  | -    | -    | 4-2  | 2-0  | 1-4  | 2-1  |      |
| Birsfelden     | 5-0  | 1-2  | –––– | 1-0  | 11-0 | 2-2  | 1-1  | 2-0  | 2-0  | 4-2  | 3-1  |
| Black Stars    | 1-2  | 1-3  | -    | –––– | 5-0  | 3-1  | 1-4  | 3-2  | 4-2  | 3-4  | 0-0  |
| Concordia (II) | 0-1  | 0-3  | 2-1  | 0-3  | –––– | 1-2  | 2-1  | 2-2  | -    | 1-1  | -    |
| Delemont       | 3-6  | 2-5  | 1-3  | 5-2  | -    | –––– | 1-1  | 1-6  | 1-1  | 3-0  | 2-4  |
| Liestal        | 0-1  | 5-5  | 1-0  | 2-1  | 3-1  | 2-0  | –––– | 2-4  | 1-3  | -    | 2-4  |
| Moutier        | 3-0  | 4-3  | -    | 3-0  | -    | 4-2  | -    | –––– | 4-2  | 1-0  | 2-3  |
| Nordstern (II) | 2-0  | -    | 1-4  | 2-1  | 7-0  | 1-5  | 1-0  | 4-3  | –––– | 3-1  | 2-1  |
| Old Boys       | 2-1  | 2-1  | 0-3  | 1-2  | 6-0  | 5-1  | 4-2  | 0-5  | 0-1  | –––– | 2-2  |
| Zofingen       | 1-0  | 3-3  | 1-1  | -    | 7-0  | 5-5  | 4-5  | 5-0  | 4-2  | 4-2  | –––– |

### Spareggio zona Centrale
Partecipano le due squadre vincenti i rispettivi gironi regionali (Nel caso del Girone 1 la squadra vincente è il Young Boys (II), che come seconda squadra non può essere promossa, partecipa la squadra seconda classificata (Derendingen).) per stabilire la squadra promossa in Prima Lega.
|             | Risultati |             | Luogo e data                |
| ----------- | --------- | ----------- | --------------------------- |
| Derendingen | 0 - 0     | Birsfelden  | Derendingen, 23 maggio 1937 |
| Birsfelden  | 0 - 0     | Derendingen | Birsfelden, 6 giugno 1937   |
| Derendingen | 2 - 1     | Birsfelden  | ?, 13 giugno 1937           |
|             |           |             |                             |

### Finale regionale zona Centrale
Partecipano le due squadre vincenti i rispettivi gironi regionali per stabilire la squadra campionessa regionale.
|                 | Risultati |            | Luogo e data      |
| --------------- | --------- | ---------- | ----------------- |
| Young Boys (II) | 1 - 1     | Birsfelden | ?, 20 giugno 1937 |
| Young Boys (II) | 3 - 0     | Birsfelden | ?, 27 giugno 1937 |
|                 |           |            |                   |

## Svizzera Orientale

### Girone 1

#### Squadre partecipanti
| Club                        | Stagione | Città               | Stadio                          | Stagione precedente 1935-1936    |
| --------------------------- | -------- | ------------------- | ------------------------------- | -------------------------------- |
| Adliswil                    | dettagli | Adliswil            |                                 | 3º posto nel girone 1 orientale  |
| Baden                       | dettagli | Baden               | ...                             | 6º posto nel girone 1 orientale  |
| Blue Stars Zurigo (II)      | dettagli | Zurigo              | ...                             | 10º posto nel girone 1 orientale |
| Giovani Calciatori Luganesi | dettagli | Lugano              | Campo Sportivo della Madonnetta | 2º posto nel girone 1 orientale  |
| Grasshoppers (II)           | dettagli | Zurigo              | ...                             | 8º posto nel girone 1 orientale  |
| Kickers Lucerna             | dettagli | Lucerna             | ...                             | 4º posto nel girone 1 orientale  |
| Langnau                     | dettagli | Langnau im Emmental |                                 | 7º posto nel girone 1 orientale  |
| Lucerna                     | dettagli | Lucerna             | ...                             | 5º posto nel girone 1 orientale  |
| Lugano (II)                 | dettagli | Lugano              | Campo Marzio                    | (Neopromosso)                    |
| Red Star Zurigo             | dettagli | Zurigo              | ...                             | (Neopromosso)                    |
| Wohlen                      | dettagli | Wohlen              | ...                             | 9º posto nel girone 1 orientale  |

#### Classifica Finale
|  | Pos. | Squadra                | Pt | G  | V  | N | P  | GF | GS | DR  |
|  | ---- | ---------------------- | -- | -- | -- | - | -- | -- | -- | --- |
|  | 1.   | Lugano (II)            | 33 | 19 | 16 | 1 | 2  | 68 | 14 | +54 |
|  | 2.   | Kickers Lucerna        | 29 | 19 | 14 | 1 | 4  | 64 | 20 | +44 |
|  | 3.   | G.C.Luganesi           | 25 | 20 | 11 | 3 | 6  | 41 | 37 | +4  |
|  | 4.   | Grasshoppers (II)      | 22 | 19 | 10 | 2 | 7  | 55 | 33 | +22 |
|  | 5.   | Adliswil               | 18 | 19 | 8  | 2 | 9  | 38 | 59 | -21 |
|  | 6.   | Wohlen                 | 17 | 19 | 7  | 3 | 9  | 42 | 53 | -11 |
|  | 7.   | Lucerna (II)           | 17 | 20 | 7  | 3 | 10 | 25 | 43 | -18 |
|  | 8.   | Baden                  | 15 | 17 | 6  | 3 | 8  | 29 | 46 | -17 |
|  | 9.   | Langnau                | 14 | 18 | 7  | 0 | 11 | 38 | 51 | -13 |
|  | 10.  | Red Star Zurigo        | 10 | 19 | 4  | 2 | 13 | 30 | 52 | -22 |
|  | 11.  | Blue Stars Zurigo (II) | 8  | 19 | 3  | 2 | 14 | 26 | 56 | -30 |

Legenda:
      Ammessa alle finali regionali.
      Partecipa ai play-off Seconda Lega/Terza Lega.
Regolamento:
Due punti a vittoria, uno a pareggio, zero a sconfitta.
In caso di arrivo di due o più squadre a pari punti in testa o in coda della classifica, si gioca una o più partite di spareggio.

## Tabellone
Ogni riga indica i risultati casalinghi della squadra segnata a inizio della riga, contro le squadre segnate colonna per colonna (che invece avranno giocato l'incontro in trasferta). Al contrario, leggendo la colonna di una squadra si avranno i risultati ottenuti dalla stessa in trasferta, contro le squadre segnate in ogni riga, che invece avranno giocato l'incontro in casa.
|                   | ADL  | BAD  | BLS  | GCL  | GRA  | KIC  | LAN  | LUC  | LUG  | RED  | WOH  |
| ----------------- | ---- | ---- | ---- | ---- | ---- | ---- | ---- | ---- | ---- | ---- | ---- |
| Adliswil          | –––– | -    | 3-1  | 0-3  | 2-5  | 1-8  | 5-0  | 5-0  | 1-2  | 3-2  | 6-3  |
| Baden             | 1-1  | –––– | -    | 0-2  | 3-2  | 0-1  | 5-3  | 2-1  | 2-4  | 3-3  | 3-2  |
| Blue Stars        | 0-1  | 4-1  | –––– | 2-2  | 0-2  | 1-8  | 6-1  | 1-2  | 0-5  | 2-2  | 1-2  |
| G.C.Luganesi      | 2-2  | 2-1  | 1-0  | –––– | 5-1  | 2-1  | 3-2  | 2-3  | 0-2  | 2-1  | 6-2  |
| Grasshoppers (II) | 9-0  | 6-1  | 0-2  | 1-2  | –––– | 2-5  | 7-0  | 2-0  | 1-1  | 4-1  | 2-1  |
| Kickers           | 5-0  | 8-1  | 6-1  | 5-1  | 0-3  | –––– | 4-1  | 1-0  | 2-1  | -    | 0-0  |
| Langnau           | 1-2  | -    | 2-0  | 3-0  | 4-3  | 0-1  | –––– | 5-1  | 1-2  | 3-1  | -    |
| Lucerna           | 3-2  | 1-1  | 3-2  | 2-2  | 3-1  | 2-1  | 0-3  | –––– | 1-3  | 1-2  | 2-1  |
| Lugano (II)       | 7-1  | 3-0  | 6-0  | 3-0  | 1-1  | 1-2  | 4-1  | 5-0  | –––– | 2-0  | 9-1  |
| Red Stars         | 2-3  | 2-3  | 3-2  | 1-2  | 1-2  | 0-4  | 2-7  | 2-0  | 0-4  | –––– | 3-2  |
| Wohlen            | 5-0  | 1-2  | 4-1  | 3-0  | 2-2  | 3-2  | 5-1  | 0-0  | 1-5  | 4-2  | –––– |

### Girone 2

#### Squadre partecipanti
| Club               | Stagione | Città                  | Stadio | Stagione precedente 1935-1936   |
| ------------------ | -------- | ---------------------- | ------ | ------------------------------- |
| Altstetten         | dettagli | Altstetten             | ...    | 7º posto nel girone 2 orientale |
| Arbon              | dettagli | Arbon                  | ...    | 4º posto nel girone 2 orientale |
| Brühl (II)         | dettagli | San Gallo              | ...    | 9º posto nel girone 2 orientale |
| Fortuna San Gallo  | dettagli | San Gallo              | ...    | 3º posto nel girone 2 orientale |
| Frauenfeld         | dettagli | Frauenfeld             | ...    | 2º posto nel girone 2 orientale |
| Neuhausen          | dettagli | Neuhausen am Rheinfall |        | 8º posto nel girone 2 orientale |
| Seebach            | dettagli | Seebach (Zurigo)       | ...    | (Neopromosso)                   |
| Töss               | dettagli | Winterthur             | ...    | 1º posto nel girone 2 orientale |
| Tössfeld           | dettagli | Winterthur             | ...    | (Neopromosso)                   |
| Uster              | dettagli | Uster                  | ...    | 6º posto nel girone 2 orientale |
| Young Fellows (II) | dettagli | Zurigo                 | ...    | 5º posto nel girone 2 orientale |

#### Classifica Finale
|  | Pos. | Squadra            | Pt | G  | V  | N | P  | GF | GS | DR  |
|  | ---- | ------------------ | -- | -- | -- | - | -- | -- | -- | --- |
|  | 1.   | Arbon              | 29 | 19 | 14 | 1 | 4  | 49 | 24 | +25 |
|  | 2.   | Töss               | 21 | 16 | 9  | 3 | 4  | 43 | 29 | +14 |
|  | 3.   | Altstetten         | 19 | 19 | 8  | 3 | 5  | 35 | 27 | +8  |
|  | 4.   | Seebach            | 19 | 18 | 8  | 3 | 7  | 43 | 32 | +11 |
|  | 5.   | Frauenfeld         | 18 | 17 | 8  | 2 | 7  | 25 | 19 | +6  |
|  | 6.   | Fortuna            | 18 | 16 | 6  | 6 | 4  | 31 | 30 | +1  |
|  | 7.   | Young Fellows (II) | 14 | 15 | 5  | 4 | 6  | 24 | 33 | -9  |
|  | 8.   | Tössfeld           | 14 | 17 | 5  | 4 | 8  | 37 | 48 | -11 |
|  | 9.   | Neuhausen          | 11 | 16 | 5  | 1 | 10 | 37 | 56 | -25 |
|  | 10.  | Uster              | 11 | 18 | 3  | 5 | 10 | 31 | 43 | -12 |
|  | 11.  | Brühl (II)         | 10 | 16 | 3  | 4 | 10 | 15 | 29 | -14 |

Legenda:
      Ammessa alle finali regionali.
      Partecipa ai play-off Seconda Lega/Terza Lega.
Regolamento:
Due punti a vittoria, uno a pareggio, zero a sconfitta.
In caso di arrivo di due o più squadre a pari punti in testa o in coda della classifica, si gioca una o più partite di spareggio.

## Tabellone
|                    | ALT  | ARB  | BRU  | FOR  | FRA  | NEU  | SEE  | TOS  | TFE  | UST  | YFE  |
| ------------------ | ---- | ---- | ---- | ---- | ---- | ---- | ---- | ---- | ---- | ---- | ---- |
| Altstetten         | –––– | 2-0  | 3-2  | 0-0  | 1-0  | -    | 2-0  | 4-0  | -    | 3-2  | 4-6  |
| Arbon              | 3-2  | –––– | 3-0  | 3-1  | 1-0  | 7-0  | 2-1  | 0-1  | 4-1  | 3-1  |      |
| Bruhl (II)         | -    | 1-3  | –––– | -    | 0-0  | 1-0  | 2-1  | 0-1  | 0-0  | 1-1  | -    |
| Fortuna            | 2-1  | 6-4  | 0-0  | –––– | -    | -    | 1-1  | 2-2  | 1-1  | 1-2  | 1-1  |
| Frauenfeld         | 1-1  | 1-2  | 3-0  | 1-0  | –––– | 4-0  | 1-2  | 3-0  | 1-2  | 1-0  | 0-2  |
| Neuhausen          | 3-4  | 2-3  | 6-3  | 1-3  | 5-2  | –––– | 3-0  | -    | 5-3  | 3-2  | -    |
| Seebach            | 0-0  | 1-3  | 3-1  | 7-0  | 1-2  | 9-2  | –––– | 3-2  | 4-2  | 4-2  | 0-2  |
| Toss               | 5-2  | 2-0  | 3-2  | -    | -    | 7-2  | 2-3  | –––– | -    | 4-3  | 1-1  |
| Tossfeld           | 1-5  | 1-2  | 2-1  | 2-6  | -    | 3-2  | 3-3  | 2-5  | –––– | 7-2  | 3-2  |
| Uster              | 2-1  | 1-1  | -    | 2-3  | 2-3  | 3-1  | -    | 2-2  | 2-2  | –––– | 2-2  |
| Young Fellows (II) | -    | 0-4  | 0-1  | 2-4  | 0-2  | 2-2  | -    | 0-6  | 3-2  | 1-0  | –––– |

### Spareggio zona Orientale
Partecipano le due squadre vincenti i rispettivi gironi regionali (Nel caso del Girone 1 la squadra vincente è il Lugano (II), che come seconda squadra non può essere promossa, partecipa la squadra seconda classificata (Kickers Lucerna).) per stabilire la squadra promossa in Prima Lega.
|                 | Risultati |                 | Luogo e data           |
| --------------- | --------- | --------------- | ---------------------- |
| Kickers Lucerna | 3 - 2     | Arbon           | Lucerna, 9 maggio 1937 |
| Arbon           | 1 - 1     | Kickers Lucerna | Arbon, 23 maggio 1937  |
|                 |           |                 |                        |

### Finale regionale zona Orientale
Partecipano le due squadre vincenti i rispettivi gironi regionali per stabilire la squadra campionessa regionale.
|             | Risultati |       | Luogo e data               |
| ----------- | --------- | ----- | -------------------------- |
| Lugano (II) | 3 - 1     | Arbon | Winterthur, 30 maggio 1937 |
|             |           |       |                            |